# Krötenbruchwasser

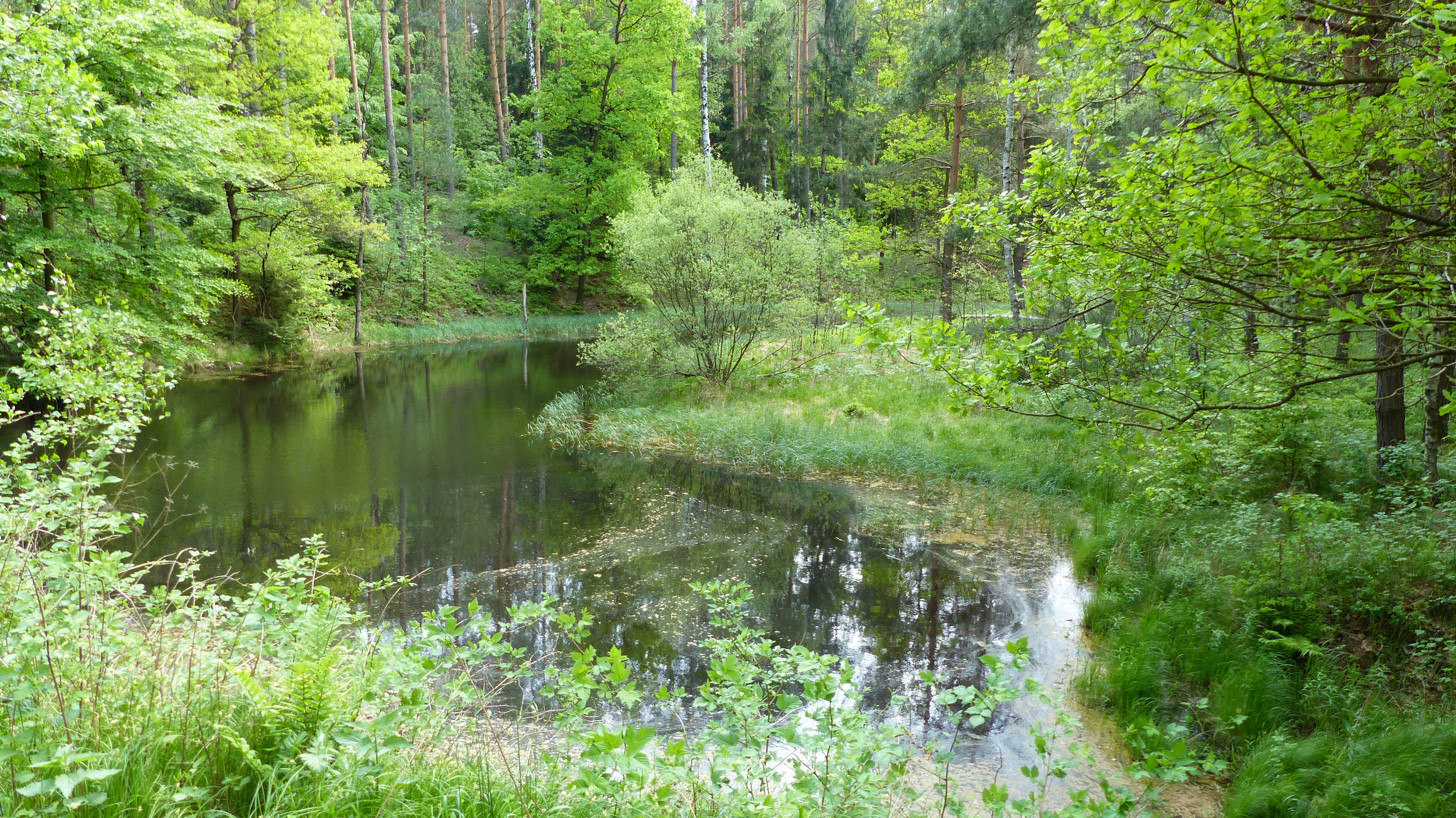
Naturdenkmal Böses Loch

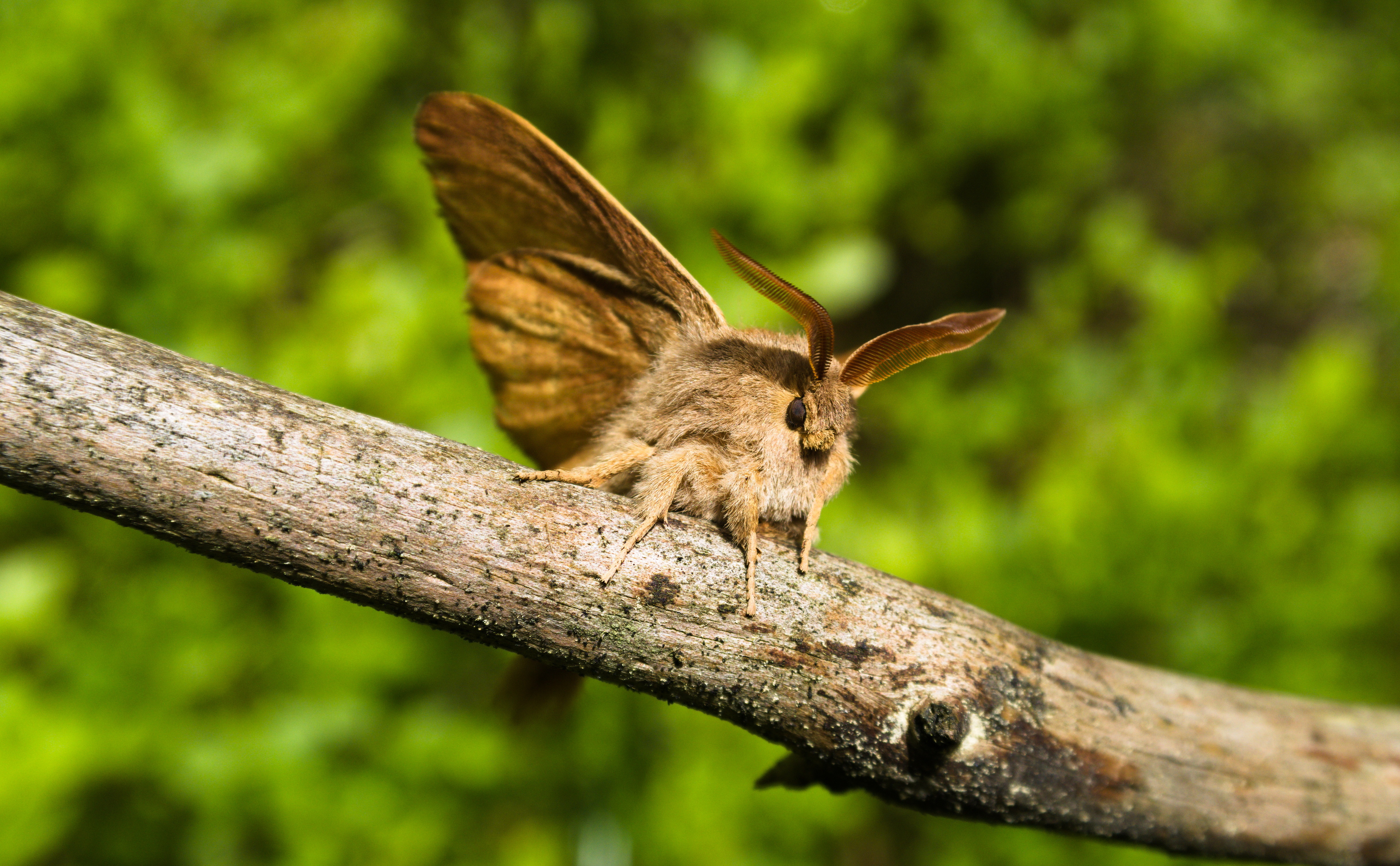
Männchen des Brombeerspinners am Naturdenkmal Böses

Das Krötenbruchwasser (auch Böses-Loch-Wasser genannt) ist ein Moor und Flächennaturdenkmal in der Dresdner Heide. Es zeichnet sich unter anderem durch ein Vorkommen seltenen Bärlapps aus.
Wenige 100 Meter südöstlich des Saugartenmoors, am Rand derselben Sanddüne, gelegen, wird es ebenfalls in die nahe gelegene Prießnitz entwässert. Einige dieser Gewässer führen nur zeitweise Wasser oder erreichen die Prießnitz sehr selten, da sie in der Regel schon vorher im wasserdurchlässigen Heidesand versickern.

## Vegetation und Lage
Quellbachtal mit abschnittsweise starkem Gefälle und stufig eingelagerten teils strömungsberuhigten Mulden mit seitlichen Bachaufweitungen, teilweise verzweigtem Bachlauf, Besonnung aufgrund umgebender Gehölze kaum vorhanden, große Bereiche mit Torfmoos Polstern (Sphagnum sp.) und wenigen eingestreuten Binsen (Juncus sp.).

## Artennachweise
Nachgewiesene Libellenarten: C. splendens, L. estes sponsa, L. viridis, Coenagrion puella, P. nymphula, L. quadrimaculata, A. cyanea, A. grandis, Cordulegaster boltonii, S. danae
| Naturdenkmal in der Dresdner Heide und ihre Lage, Fläche und Kurzbeschreibung | Naturdenkmal in der Dresdner Heide und ihre Lage, Fläche und Kurzbeschreibung | Naturdenkmal in der Dresdner Heide und ihre Lage, Fläche und Kurzbeschreibung | Naturdenkmal in der Dresdner Heide und ihre Lage, Fläche und Kurzbeschreibung | Naturdenkmal in der Dresdner Heide und ihre Lage, Fläche und Kurzbeschreibung |
| Nummer                                                                        | Bezeichnung                                                                   | Lage                                                                          | Fläche in ha                                                                  | Kurzbeschreibung und Schutzziel |
| ----------------------------------------------------------------------------- | ----------------------------------------------------------------------------- | ----------------------------------------------------------------------------- | ----------------------------------------------------------------------------- | --- |
| ND 7                                                                          | Böses Loch                                                                    | Revier Klotzsche, Abt. 203, südlich der Alten Eins                            | 3,3                                                                           | Größtes Vorkommen des geschützten Keulen-Bärlapp (Lycopodium clavatum) in der Dresdner Heide, außerdem montan-atlantische Arten wie Hain-Gilbweiderich (Lysimachia nemorum) und Arten der Erlenbrüche wie das Sumpf-Reitgras (Calamagrostis canescens) |